# Банко Банков (министър)
Вижте пояснителната страница за други личности с името Банко Банков.
Банко Атанасов Банков е български политик.

## Биография
Той е роден през 1898 година в село Комарево, Плевенско. През 1919 година завършва агрономство във Франция. Собственик на земеделско стопанство за елитен земеделски материал, от 1937 година той е председател на земеделските задруги. Банко Банков е министър на земеделието и държавните имоти във второто правителство на Георги Кьосеиванов (21 май 1937 – 14 ноември 1938).